# Lothar Haack
Lothar Haack (* 21. August 1941) ist ein ehemaliger Fußballspieler und Fußballnationalspieler der DDR.

## Sportliche Laufbahn
Lothar Haack gehörte von 1959 bis 1961 zur Überraschungsmannschaft der 1950er Jahre SC Aktivist Brieske-Senftenberg. Als BSG Franz Mehring Marga hatte die Mannschaft aus dem Senftenberger Vorort im Lausitzer Braunkohlerevier bereits an der 2. Ostzonen-Fußballmeisterschaft teilgenommen und erreichte 1958 als SC Aktivist Brieske-Senftenberg mit Platz 3 ihr bestes Ergebnis in der Oberliga, der höchsten DDR-Fußballklasse. Als Haack 1959 als 18-jähriger zweifacher Junioren-Nationalspieler nach Brieske kam, befand sich die Mannschaft bereits im Niedergang. Anderthalb Jahre nach Haacks Weggang erfolgte der Abstieg in die zweitklassige I. DDR-Liga. In seinen drei Briesker Jahren wurde Haack in 31 Oberligaspielen hauptsächlich als Stürmer eingesetzt und erzielte neun Tore. Sein erstes Oberligaspiel für Brieske bestritt Haack zu Beginn der Rückrunde der Saison 1959 am 2. August im Spiel gegen den SC Rotation Leipzig (0:2) als Rechtsaußenstürmer.
Noch als Spieler von Brieske-Senftenberg wurde Haack am 21. Juni 1961 im Spiel der DDR-Nationalmannschaft gegen Marokko eingesetzt. Die Mannschaft befand sich zu dieser Zeit in einem Formtief und hatte die letzten drei Spiele nicht gewinnen können. Auch gegen die Marokkaner gelang kein Sieg, vielmehr gab es in Erfurt eine enttäuschende 1:2-Heimniederlage. Auch Länderspielneuling Haack konnte als Rechtsaußenstürmer die Sturmschwäche der DDR-Mannschaft nicht beheben und wurde in der 2. Halbzeit gegen den Auer Dieter Erler ausgewechselt. Neben drei Nachwuchsländerspielen im Jahre 1961 erhielt Haack keine weiteren Auswahlberufungen. 
Nach Abschluss der 1. Halbserie der Oberligasaison 1961/62 wechselte Haack zum Zweitligisten SG Dynamo Dresden, mit dem er zu Saisonende den Aufstieg in die Oberliga schaffte. Nachdem Haack in der anschließenden Spielzeit 1962/63  nur fünfmal zwischen dem 19. und 23. Spieltag als Rechtsaußenstürmer in der Oberligamannschaft eingesetzt wurde, nahm er zu Beginn der Spielzeit 1963/64 einen erneuten Wechsel vor und ging zum Vizemeister SC Empor Rostock. Doch auch hier konnte er sich nicht durchsetzen und wurde bis 1965 nur in 13 Oberligaspielen hauptsächlich als Mittelstürmer eingesetzt. Danach musste er infolge andauernder Kniebeschwerden den Hochleistungssport aufgeben. 
Nach einem einjährigen Zwischenspiel bei der BSG Post Neubrandenburg spielte Haack noch einige Jahre in den Reservemannschaften des FC Hansa Rostock, dem Nachfolger der Fußballsektion des SC Empor. Im August 1966 schloss er sein Studium zum Maschinenbau-Ingenieur ab. 1967 führte er die II. Hansa-Mannschaft zur Bezirksmeisterschaft und zum Aufstieg in die DDR-Liga. In der DDR-Liga-Saison 1967/68 bestritt Haack nur fünf Punktspiele, anschließend spielte Haack nur noch in der 3. Mannschaft. 1969 kehrte Haack noch einmal zu Post Neubrandenburg zurück, wo er schließlich 1971 nach nur wenigen Punktspieleinsätzen 30-jährig seine Laufbahn als Fußballspieler beendete.